# دي سيلكت

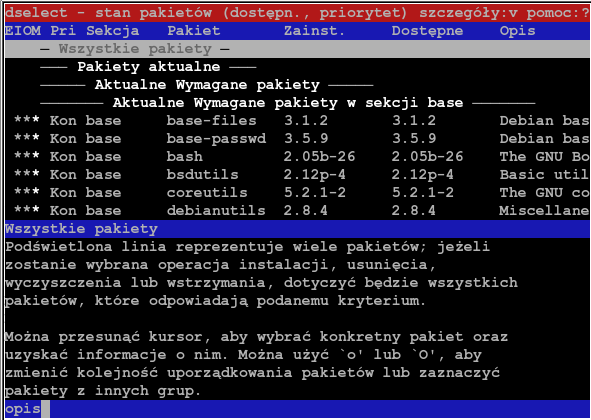

دي سيلكت (بالإنجليزية: dselect) هو برنامج لإدارة الحزم في دبيان/جنو لينكس. دي سيلكت هي واحدة من أقدم الواجهات لديبكج. كتبت اصلا قبل إيان جاكسون الذي كتب أيضا ديبكج.
اصدر الإصدار الالفا من الاداة دي سيلكت في 27 مارس 1995 الذي حمل الرقم 0.93.32. كانت دي سليكت توزع كجزء من ديبكج حتى 21 يونيو 2002، وحتى بعد فصلها عن ديبكج بقيت الاداة دي سيلكت مرتبطة بديبكج من اجل تقديم المساعدة في عملية الترقية. وفي 3 مارس 2005 أصبحت حزمة مستقلة بحد ذاتها. يملك دي سيلكت واجهة نصية والية تمكنها من جلب التبعيات، لكن دون المستوى.
في هذه الايام استبدلت الاداة دي سيلكت، بالاداة ابت.

## وصلات خارجية
- وثائق دي سيلكت للمبتدئين نسخة محفوظة 21 يناير 2014 على موقع واي باك مشين.